# 中国（河南）自由贸易试验区
中国（河南）自由贸易试验区是中国政府批准成立的第三批自贸试验区的其中一个，2017年4月1日正式挂牌成立。试验区范围119.77平方公里，包括郑州、洛阳和开封三个片区，其中郑州片区为73.17平方公里（包括河南郑州出口加工区A区0.89平方公里、河南保税物流中心0.41平方公里），洛阳片区为26.66平方公里，开封片区为19.94平方公里。

## 历史
2014年年初河南省人民政府启动申建工作。2015年2月28日，省政府向国务院上报《中国（河南）自由贸易试验区总体方案（草案）》。2015年3月4日，国务院将河南省政府上报的请示及总体方案（草案）批转至商务部。2016年8月底总体方案获批。2017年4月1日自贸区挂牌成立。
2017年5月8日，国务院总理李克强视察河南自贸区开封片区，肯定了“二十二证合一”的简政放权的做法。

## 战略定位
国务院印发的《中国（河南）自由贸易试验区总体方案》对河南自贸区的战略定位：“以制度创新为核心，以可复制可推广为基本要求，加快建设贯通南北、连接东西的现代立体交通体系和现代物流体系，将自贸试验区建设成为服务于“一带一路”建设的现代综合交通枢纽、全面改革开放试验田和内陆开放型经济示范区。”

## 发展目标
《中国（河南）自由贸易试验区总体方案》对河南自贸区提出的发展目标：“经过三至五年的改革探索，形成与国际投资贸易通行规则相衔接的制度创新体系，营造法制化、国际化、便利化的营商环境，努力将自贸试验区建成投资贸易便利、高端产业集聚、交通物流通达、监管高效便捷、辐射带动作用突出的高水平高标准自由贸易园区，引领内陆经济转型发展，推动构建全方位对外开放新格局。”

## 主要任务
1. 加快政府职能转变
2. 扩大投资领域开放
3. 推动贸易转型升级
4. 深化金融开放创新
5. 增强服务“一带一路”建设的交通物流枢纽功能[6]